# 茂木順三郎
茂木 順三郎（もぎ じゅんざぶろう、1884年（明治17年）4月3日 - 1954年（昭和29年）4月13日）は、日本の実業家。柏屋商事社長。小網商店出資社員、有限社員。千秋社理事。千葉県多額納税者。

## 人物
千葉県東葛飾郡野田町（現・野田市）出身。茂木七郎右衛門の長男。1929年、家督を相続した。学歴は「慶大に学ぶ」、あるいは「慶應義塾修業」。銀行会社の重役であり、野田商誘銀行常務、野田醤油（現・キッコーマン）、銚子醤油（現・ヒゲタ醤油）、総武鉄道各取締役、日本坩堝、満州野田醤油各監査役等をつとめた。趣味は打球、弓、ゴルフ。宗教は真言宗。住所は千葉県東葛飾郡野田町野田。1944年、紺綬褒章を受章。

## 家族・親族
茂木家
- 父・六代七郎右衛門（1860年 - 1929年、千葉県多額納税者、資産家、野田醤油初代社長）
- 弟・栄三郎（1887年 - 1988年、千葉、中野長兵衛の養子）[4][5][7]
- 妹・義（1891年 - ?、茂木信一の妻）[4]
- 妻・ゆり（1892年 - ?、兵庫、大塚茂十郎の長女）[4]

親戚
- 中野長兵衛（千葉県多額納税者、醤油問屋業）
- 茂木信一（柏屋商事取締役）[7][9]
- 四代茂木房五郎（旧名は熊蔵、千葉県多額納税者、醤油醸造家、会社重役）
- 五代茂木房五郎（旧名は三千蔵、千葉県多額納税者、会社重役）